# Silvestr Braito
Silvestr Maria Braito (14. června 1898, Ruse (Rusčuk), Bulharsko – 25. září 1962, Praha) byl katolický kněz, dominikán, teolog, básník, literární kritik a publicista, překladatel, zakladatel a šéfredaktor filosoficko-teologické revue Na hlubinu. V roce 1950 byl zatčen a v rámci monstrprocesu Machalka a spol. s představiteli řádů odsouzen k 15 letům těžkého žaláře. Věznění, mučení a odpírání potřebné léčby mu těžce poškodilo zdraví, těžce nemocen byl v roce 1960 propuštěn a o dva roky později zemřel.

## Život

### Dětství a mládí
Silvestr Maria Braito se narodil 14. června 1898 v bulharském Ruse (Rusčuku), při křtu 23. června téhož roku dostal jméno Josef. Jeho rané dětství je zahaleno mlhou nejasností. Svého otce Francisca Mayera, železničního inženýra, vůbec neznal a jeho maminka Clementina di Braito, vídeňská zpěvačka italského původu, zemřela za tragických okolností v jeho útlém věku. Malého Josefa Braita se ujala rodina Merhautova, se kterou se chlapec roku 1900 dostal do Čech.
Po smrti pana Merhauta roku 1907 odchází Josef, prostřednictvím dominikánského převora P. Odila Pospíšila, do sirotčince sester dominikánek v Praze „U Pražského Jezulátka“. Od nich se po dvou letech dostal do dominikánského juvenátu, kde mu byla poskytována zdarma strava a bydlení po dobu gymnaziálních studií, která absolvoval na císařsko-královském Akademickém gymnáziu v Praze (1909–1915).
Josef Braito se 31. 12. (na svátek svatého Silvestra) roku 1915 stal členem dominikánské rodiny vstupem do řádu, ve kterém přijal (podle patrona daného dne) řeholní jméno Silvestr. Po absolvování dvouletého studia filosofie v Olomouci složil roku 1919 věčné sliby, načež byl pro své nadání vybrán ke studiu na nejslavnějším řádovém učilišti: Angelicu v Římě. Z Říma se roku 1922 Braito vrátil do Prahy, kde v klášteře svatého Jiljí přistoupil 10. září téhož roku k jáhenskému a o týden později ke kněžskému svěcení. Mezi lety 1922–1925 byl pro svůj výjimečný talent poslán na studia do belgického Le Saulchoiru – duchovního centra francouzských dominikánů, kde se mimo jiné seznámil s hnutím směřujícím k duchovní obnově katolického života ve francouzsky mluvících zemích.

### Od roku 1925 do roku 1945
Právě belgická studia přivedla Silvestra Braita k myšlence založit v Československu novou revue zaměřenou (v duchu dominikánské spirituality) na propojení intelektu s duchovním životem. Nový časopis dostal podle citátu z Lukášova evangelia (Lk 5, 4) název Na hlubinu. Vznik nové revue se setkal s vřelým přijetím, což znamenalo zelenou další vydavatelské činnosti dominikánského řádu: ať už se jednalo o časopisy Výhledy, Vítězové či Filosofickou revue nebo o založení nakladatelství Krystal, stál za těmito aktivitami více či méně Silvestr Braito. Nicméně otcové řádu dominikánů jsou povoláni především ke kazatelské činnosti, proto i otec Silvestr viděl centrum svého misijního a pastoračního úsilí právě zde. Své posluchače si získával neformální bezprostředností, ve které dokázal přijatelně předávat hluboké teologické pravdy a aplikovat je do každodenního života.
Silvestr Braito však navzdory svým bohatým publikačním a kazatelským aktivitám neopomíjel ani studia, a tak se roku 1930 vrátil z Angelica v Římě s doktorátem teologie a trvale se usídlil v Olomouci, kde působil až do roku 1950 jako vyučující fundamentální teologie. V této pracovně nejplodnější periodě svého života tak otec Silvestr psal, kázal, redigoval, překládal (kromě češtiny velmi dobře ovládal sedm jazyků: na gymnáziu se naučil latinsky, řecky a německy, v Římě italsky, v Belgii francouzsky a později sám anglicky a rusky), vyučoval, neustále cestoval a zároveň se odborně rozvíjel. Takto činorodé aktivity nemohl zvládat bez týmu oddaných spolupracovníků, kteří mnohdy byli jeho přáteli; mezi ty nejbližší patřil především jeho řádový bratr, Reginald Dacík, dále rovněž dominikán Metoděj Habáň, z nejzvučnějších jmen Jaroslav Durych, Jakub Deml, budoucí olomoucký arcibiskup Josef Matocha nebo Jan Čep.
Uzavření vysokých škol v Protektorátu Čechy a Morava 17. listopadu 1939 se týkalo i olomoucké teologické fakulty, kde otec Braito vyučoval. Činnost kněžského semináře se však brzy podařilo obnovit za podmínky, že v něm nebude vyučovat nebo se na jeho vedení podílet žádný z dřívějších vyučujících. Bylo tedy třeba nalézt nového ředitele semináře, tím se až do letního semestru roku 1945 stal otec Silvestr.

### Od roku 1945 do smrti roku 1962

#### Intermezzo 1945–1948
V krátkém intermezzu mezi oběma diktaturami dvacátého století se v katolické církvi v Československu objevila snaha navázat na úspěšné předválečné úsilí o prohloubení duchovního života; v této souvislosti hrál významnou úlohu i otec Silvestr. Tyto činnosti však byly labutí písní snahy o náboženskou obrodu. Již brzy měla česká a moravská církev ukázat, že je spíše církví mučedníků než církví kazatelů a učenců. Dialog, o který se katolická církev jménem svých biskupů snažila, se tváří v tvář stupňujícímu komunistickému násilí postupně ukázal jako beznadějný. Roku 1948 oslavil otec Braito své padesáté narozeniny, k této příležitosti mu přáli téměř všichni čeští a moravští biskupové. V téže době se také stal provinčním ředitelem třetího řádu svatého Dominika, čítajícího přibližně 3 000 členů v téměř 100 místních sdruženích.

#### Totalitní teror 1948–1960
Dne 23. března 1948 byl olomouckým arcibiskupem jmenován Josef Matocha, ten si vybral jako svého zpovědníka právě otce Silvestra. Nicméně postupné utužování totalitního režimu přivedlo nejprve do internace otce arcibiskupa, ke kterému byl pod záminkou zpovědi 16. března 1950 přiveden otec Silvestr, který byl na místě zatčen.
„Otec Braito odešel [z kláštera] a dlouho se nevracel. Dacík a všichni olomoučtí otcové dominikáni byli zneklidněni. Braito se již do večera nevrátil. Nevrátil se ani druhý den. Dacík potom již déle nečekal a odjel do Prahy. Po Braitově zatčení byla provedena policejní prohlídka jeho cely. Když příslušníci bezpečnosti míjeli Dacíkovu celu a četli si jeho vizitku na dveřích, prohodil jeden z nich: „Ten je už také zralý.“
Z Olomouce byl otec Braito odvezen do věznice v Praze-Ruzyni, kde absolvoval první (šestnáctihodinový) výslech. Z Ruzyně byl odvezen na Pankrác, kde čekal čtrnáct dní na soudní přelíčení. Proces Machalka a spol. s představiteli řádů byl prvním monstrprocesem v českých moderních dějinách, stal se prvním krokem snahy o diskreditaci církevních řádů, jejímž cílem byla likvidace řeholního života na území Československa a v konečném důsledku katolické církve vůbec.
Dne 31. března 1950 zasedlo na lavici obžalovaných (de facto však již odsouzených) deset mužů, devět z nich patřilo k předním představitelům mužského řeholního života v českých zemích: Augustin Machalka – opat premonstrátského kláštera v Nové Říši, Bohumil Vít Tajovský – opat premonstrátského kláštera v Želivě, František Šilhan – provinciál české provincie jezuitů, Adolf Kajpr – jezuita, František Mikulášek – jezuita, Jan Evangelista Urban – františkán, Josef Silvestr Braito – dominikán, Ivan Mastiliak – redemptorista, Jan Blesík – redemptorista; desátý, premonstrát Stanislav Barták, byl do procesu zařazen pro svou ochotu vypovídat podle předem stanoveného scénáře.
Již 4. dubna byli všichni obvinění shledáni vinnými, a to kromě Bartáka z velezrady a kromě Mikuláška z vyzvědačství, pro otce Braita původně rozsudek znamenal 15 let vězení, která strávil v několika ústavech: Mírov, Valdice, Leopoldov, odkud byl povolán do Prahy, kde odmítl nabídku učit na problematické bohoslovecké fakultě v Litoměřicích:
„Dali mu den na rozmyšlenou. „Bylo to strašný,“ líčil Braito své pocity. „Na jediném slově záleželo, zda půjdu zítra domů, nebo strávím další roky v kriminále. Prosil jsem Ducha svatého o moudrost a sílu. Když přišli: ‚Tak jak? Ano, nebo ne?‘ Řekl jsem: ‚Ne.‘ Odešli a já padl na kolena a zpíval: Te Deum laudamus!“
Pak následovalo opět vězení ve Valdicích, Pankrác, zase Valdice, Mírov, odkud byl na měsíc hospitalizován ve vězeňské nemocnici v Brně, kde byl pro vysoký krevní tlak a srdeční nemoc, která nakonec vedla k jeho smrti, uznán práce neschopným. Potom byl opět převezen na Mírov; posledním místem, kde strávil svá vězeňská léta, byl Leopoldov.

#### Vězněm na svobodě 1960–1962
Po amnestii 10. května 1960 se otec Braito vrátil o den později z leopoldovského vězení do Prahy; s podlomeným zdravím, zcela nezajištěn, bez vlastního bytu, s pouhými 190 Kčs měsíčního důchodu. Díky starostlivé péči přátel se však otec Braito postupně vrátil do „normálního“ života. Stejně jako v dobách před zatčením, ani teď neuměl odpočívat a šetřit se. Intenzivně pracoval na přípravě druhého vydání svého díla o církvi, což bylo téma, které intenzivně reflektoval během desetiletého pobytu ve vězení. Krátce před smrtí dokončil životopis svatého Dominika.
Dne 24. září 1962 otec Braito oslavil své 40. výročí kněžské primice. Nikdo z přítomných netušil, že to bude jeho poslední mše svatá. Silvestr Braito zemřel následujícího dne v Praze. Přátelé, u nichž bydlel, ho nalezli mrtvého, jak klečí u postele. Příčinou úmrtí bylo selhání srdce.

## Dílo
- Základy (1931, 3. vydání 1947)
- Ježíš Kristus: Postní konference ve velechrámu sv. Víta v Praze 1931 (1931)
- Život (1932)
- Církev: Myšlenky a doklady (1933)
- Za příkladem svého velekněze (1934)
- Kristus je náš život (1935)
- Kristus spása světa (s R. Dacíkem) (1935)
- Sv. Filip Neri. Apoštol mládeže a reformátor Říma, Olomouc, Krystal 1937.
- Příručka pro studentské exercicie (1941)
- Modlitba svatého růžence a růžencové bratrstvo (1942)
- Nevezmeš jména Božího nadarmo (1942)
- Církev. Studie apologeticko-dogmatická (1946)
- Podstata křesťanství. Živé synovství Boží (1947)
- Svaté obrázky z Itálie (1948)